# 南部ルネサンス
南部ルネサンス（なんぶルネサンス、the Southern Renaissance、Southern Renascenceとも書かれる）は1920年代から1930年代に始まったアメリカ南部文学（Southern literature）の再復興である。ウィリアム・フォークナー、Caroline Gordon、 Elizabeth Madox Roberts、 Katherine Anne Porter、 アレン・テート、テネシー・ウィリアムズ、ロバート・ペン・ウォーレンなどの作家の出現が挙げられる。

## 概要
南部ルネサンス以前、南部作家は南北戦争の南部連合国（the Confederate States of America）の「敗北の大義」（Lost Cause）についての歴史ロマン小説に関心を向けていた。これらの作品は、南北戦争時の南軍と市民の英雄的精神と南北戦争以前の南部に存在したと思われていた「牧歌的な文化」（Antebellum South）を賛美している。
南部の「敗北の大義」がもつ英雄的精神や道徳性への信頼は、南北戦争と第一次世界大戦の間の南部文学の推進力になった。南部ルネサンスは作品のなかで3つの主なテーマに取り組むことによって、この信頼を変化させた。第1に、南部という場所がもつ歴史への責任である。南部について、多くの人々は奴隷制度（アメリカ合衆国の奴隷制度の歴史）や再統合（Reconstruction : 南北戦争後の南部諸州のアメリカ合衆国への再統合期（1865年 - 1877年））、破滅的な南軍の敗北を思い出す。第2のテーマは、南部の保守的な文化への注目である。とりわけ個人的、社会的な生活よりも非常に高い価値をもつ家族や宗教そして共同体といった領域のなかで、アイデンティティを失わずに個人が生きられるあり方についてである。第3のテーマは、人種問題に関する南部の悩ましい歴史である。南北戦争と奴隷制度から隔たりをもてたため、彼らは客観性を作品にもたらすことができた。また、彼らは新たに意識の流れや複雑な物語手法といった近代的手法を作品に用いた。例えば、フォークナーのAs I Lay Dying"（日本語題『死の床に横たわりて』）などを参照。
南部ルネサンスの作家のなかで、ウィリアム・フォークナーはおそらく最も影響力があり有名である。彼は1949年ノーベル文学賞を受賞した。

## 新たな批判精神の出現
1920年代の南部ルネサンスを特徴づけている批判的精神は、「敗北の大義」を支えてきた作家たちが南部文学の優位を占めてきた南北戦争後の長い間にその源をもっていた。
1880年代から進んで、George Washington Cableやマーク・トウェイン（彼はしばしば南部出身者と見なされている。彼は奴隷制度のあったミズーリ州で育ち、南部について書いたため）といった何人かの白人南部作家は、当時の露骨な人種差別や黒人搾取を指摘し、南部の礼儀正しさ（chivalry）を嘲笑することで、南部へのノスタルジアを捨てた。
1890年代、ジャーナリストWalter Hines Pageや、学者のWilliam Peterfield Trent、John Spencer Bassettはそれぞれ南部で権力を握っている人間の文化的、知的凡庸さを批判している。1903年、トリニティカレッジ（後のデューク大学）のBassettは、アフリカ系アメリカ人のリーダー、ブッカー・T・ワシントンを「リー将軍を除いた、過去100年に南部に生まれた、最も偉大な男」と呼び、影響力をもつ白人南部出身者に怒りを表明した。
第一次世界大戦以前、敗北の大義への信条に向けられた広範囲で率直な批判の多くは、南部で育ったアフリカ系アメリカ人作家によって述べられた。もっともよく知られているのはCharles W.Chesnuttの小説“The House Behind the Cedars and The Marrow of Tradition”だが、1970年代以前、南部出身のアフリカ系アメリカ人作家は南部文学の担い手とは見なされなかった。というのは、作家や評論家の大半は白人男性で、彼らは自分たちを南部文学の伝統のなかに位置する主な作り手であり、後見人であると見なしていたからだ。
南部ルネサンスは南部文学なかで起こった最初の運動で、南部の文化的・知的生活に対して批判を表明した。南部ルネサンスは南部文学の伝統と、アウトサイダーによる表現の両者から現れた。1920年代の風刺家H.L. Menckenが著名であり、彼は南部文学の気取った伝統を非難し、知的生活の田舎くささを嘲笑した。1920年のエッセイ"The Sahara of the  Bozart"で、彼は南部をアメリカのなかの最も田舎で知的に不毛な地域として選び出した。彼は次のように主張している。南北戦争以来、南部の知的・文化的生活ははなはだしく衰退した。南部の保守的な社会のなかで抗議の嵐を巻き起こさなければならない。すでに南部の現代的な生活を批判していた多くの南部作家は、メンケンのエッセイに勇気づけられた。　　

## 逃亡者
南部ルネサンスの開始はたびたび「逃亡者」（“The Fugitives”）にさかのぼる。The Fugitivesは第一次世界大戦後、テネシー州ナッシュビルのヴァンダービルト大学を本拠地にした詩人、批評家のグループである。このグループにはジョン・クロウ・ランサム、 Donald Davidson、 アレン・テート、ロバート・ペン・ウォーレンなどがいる。彼らは協力して雑誌"The Fugitive"を創った。

## 遺産
1940年代、50年代、60年代に登場した多くの南部作家は、南部ルネサンスの作家に影響を受けた。Reynolds Price、James Dickey、Walker Percy、Eudora Welty、フラナリー・オコナー、カーソン・マッカラーズ、ハーパー・リーなどである。ハーパー・リーの『アラバマ物語』は1961年ピューリツァー賞を受賞し、20世紀の最も偉大な南部小説と見なされている。